# Наместничества при Екатерине II
Наме́стничество — высшая единица административно-территориального деления в Российской империи в 1775—1796 годах.
Сменили губернии в результате губернской реформы Екатерины II. Упразднены Павлом I в 1796 году, будучи заменены обратно на губернии. Делились на уезды.

## История
В XII—XVI веках наместником называли должностное лицо, возглавлявшее местное управление и осуществлявшее власть на подведомственной ему территории от имени князя. Наместничества были отменены при Иване Грозном в результате реформ, проводимых Избранной Радой. Между тем само понятие «наместничества» не прекратило своего существования: в исторических документах наместники отмечаются до начала XX в. Однако это понятие в различные исторические эпохи наполнялось принципиально разным содержанием. При Екатерине II с 1775 по 1797 год наместничество — административно-территориальная единица, состоявшая из двух-трех губерний, которой управлял наместник. В XIX столетии наместничество превратилось в систему управления национальными окраинами (Царство Польское, Кавказ).
В конце XVI — начале XVIII века наместничество из должности превратилось в титул, связанный с дипломатической практикой. Книги наместнических титулов XVII в. отразили факт разделения всех титулов на боярские и окольнические. Боярские наместничества в порядке от высших к низшим помещались в первом разделе любой книги о наместнических титулах. В 1665 году (середина и расцвет царствования Алексея Михайловича) к ним относились следующие наместничества:
1. Владимирское;
2. Новгородское;
3. Казанское;
4. Астраханское;
5. Псковское;
6. Смоленское;
7. Тверское;
8. Великопермское;
9. Вятское;
10. Нижегородское;
11. Рязанское;
12. Ростовское;
13. Ярославское;
14. Суздальское;
15. Вологодское;
16. Костромское;
17. Белоозерское;
18. Новоторжское;
19. Коломенское;
20. Брянское;
21. Ржевское.

Роспись, поданная в марте 1680 года царю Федору Алексеевичу думным дьяком Ларионом Ивановым, разделила все наместничества в противовес ранее существовавшим боярским и окольническим на «степенные великие царства, государства, земли и города великого княжения» и «города сверх степенных», то есть не являвшиеся таковыми. К числу «степенных» были отнесены 23 наместнических титула, расположенные в следующем порядке:
1. Наместник Московский;
2. Киевский;
3. Владимирский;
4. Новгородский;
5. Казанский;
6. Астраханский;
7. Сибирский;
8. Псковский;
9. Смоленский;
10. Тверской;
11. Югорский;
12. Пермский (Великопермский);
13. Вятский;
14. Болгарский;
15. Нижегородский («Нова города низовския земли»);
16. Черниговский;
17. Рязанский;
18. Ростовский;
19. Ярославский;
20. Белоозерский;
21. Удорский;
22. Обдорский;
23. Кондинский.

Все эти наместничества принадлежали ранее к числу боярских. 8 марта 1697 года псковскому воеводе кравчему К. А. Нарышкину был присвоен титул наместника Владимирского, ранее никогда не присваивавшийся воеводам.
Наместниками Владимирскими в допетровскую эпоху были боярин князь Федор Иванович Мстиславский, боярин Борис Иванович Морозов (проходит в росписях как Владимирский наместник в марте 7162 (1654) года), при Федоре Алексеевиче — боярин князь Никита Иванович Одоевский (с 15 августа 7187 (1679) года).
В петровскую эпоху в марте 1697 года титул наместника Владимирского был присвоен родственнику царя по материнской линии кравчему Кириллу Алексеевичу Нарышкину при назначении его воеводой в Псков.
В 1770-е годы под руководством императрицы Екатерины II проводилась реформа местного самоуправления. Особая комиссия, в состав которой входили такие видные деятели екатерининской эпохи, как Яков Ефимович Сиверс, Александр Алексеевич Вяземский, Петр Васильевич Завадовский и другие, разработала акт, получивший название «Учреждения для управления губерний Всероссийской Империи», предусматривавший образование наместнических правлений. 28 глав этого документа были утверждены 7 ноября 1775 года, а последние три — в 1780 году. Согласно «Учреждению…» каждую из столичных губерний возглавлял генерал-губернатор. Две или три провинциальные губернии объединялись в наместничество.
Открытие наместнических правлений проводилось торжественно и пышно во всех губерниях. Образцом служило открытие первых наместничеств — Тверского и Смоленского. Открытие новых наместничеств включало несколько этапов: 1) предварительные мероприятия, 2) подготовка к открытию, 3) открытие наместничества, 4) открытие уездов.
Высшей властью в наместничестве обладал генерал-губернатор («государев наместник»), управлявший, как правило, несколькими наместничествами (обычно двумя) и не столько занимавшийся конкретной работой по управлению губерниями, сколько осуществляя общее политическое руководство. В каждое наместничество назначался «правитель наместничества» или губернатор, (в некоторых источниках в качестве наименования должности используется наместник), который занимался хозяйственными и финансовыми делами губернии.
Большинство современных исследователей не делает различий между губерниями и наместничествами при Екатерине II. В ряде документов, в том числе официальных указах, времён её царствования для обозначения данных административно-территориальных единиц термины «губерния» и «наместничество» используются как синонимы. Различия между губерниями и наместничествами при Екатерине II в основном заключаются в особенностях административного управления.
Д. Е. Уткин, рассматривающий вопрос о соотношении понятий «наместничество» и «губерния» (2015), отмечает: «На настоящий момент среди историков, высказывавшихся по этому поводу, нет единства».
Некоторые исследователи на основании анализа территориальных гербов полагают, что наместничество представляло собой административную надстройку над губернией с целью контроля центром местной власти. Данные исследователи считают, что в Центральной России одноимённые наместничества и губернии зачастую территориально совпадали или почти совпадали, но на окраинах и в малонаселённых районах Сибири и Дальнего Востока отличия могли быть значительными.